# Pasua
Pasua è una circoscrizione urbana (urban ward) della Tanzania situata nel distretto urbano di Moshi, regione del Kilimangiaro. Conta una popolazione di 13 460 abitanti (censimento 2012).